# Gofasia tenuicula
Gofasia tenuicula là một loài ốc biển nhỏ, là động vật thân mềm chân bụng sống ở biển trong họ Rissoidae.